# كدنلايف
كدنلايف (بالإنجليزية: Kdenlive)‏ برنامج حر ومفتوح المصدر لتحرير الفيديو مبني على تقنيات MLT، كيدي وكيوت. بدأ المشروع Jason Wood في عام 2002، ويديره الآن فريق صغير من المطورين ، مع الإصدارة  15.04.0، أصبح  كدنلايف جزءًا من مشروع KDE الرسمي ، وهو متوفر مجانًا على أنظمة لينكس وفري بي إس دي ومايكروسوفت ويندوز، ويتوفر الكود المصدري بموجب شروط رخصة جنو العمومية العامة الإصدار 2 أو أي إصدار لاحق.

## المميزات
•  دعم تحرير الفيديو بشكل غير خطي حيث يسمح باستخدام وترتيب العديد من المسارات الصوتية والمرئية كل مسار على حدة.
   •  دعم عدد كبير من تنسيقات الصوت والفيديو اعتمادا على FFmpeg.
   •  إمكانية تخصيص الواجهة والاختصارات.
   •  دعم تأثيرات ومرشحات كثيرة.
   •  النسخ الاحتياطي التلقائي.

## التاريخ
- بدأ المشروع على يد Jason Wood في عام 2002 لكنه لم يكن مبني على MLT، ومع الانتقال من كدي 3 إلى كدي 4 أعيد كتابته بالكامل وأطلقت النسخة 0.7.
- في أبريل 2011 أطلقت النسخة 0.8 في هذه الإصدارة تم تحسين الواجهة و تدعم مراقبة الأصوات و إمكانية جعل الخرج لـHDMI و العديد من التأثيرات الجديدة.[5]
- في مايو 2012 أطلقت النسخة 0.9 التي حسنت طريقة عمل التأثيرات حيث أعيد كتابتها من جديد بحيث أصبح بالإمكان عمل مجموعة من التأثيرات وحفظها وتطبيقها على أي مقطع. أضيفيت ميزة محاذاة الصوت الآلية لعدة مقاطع فيديو وصوتية، وميزة استيراد المصادر من الإنترنت مباشرة في البرنامج، المواقع التالية أصبحت مدعومة بهذه الميزة archive.org و مكتبة freesound الصوتية ومكتبة الكليبات المفتوحة.[6]
- بدأ فريق كدنلايف خطة دمج كدنلايف كمشروع ضمن منصة كدي في 2014. واكتمل النقل إلى منصة كدي 5 بإطلاق الإصدارة 2015.04.[7]
- في أبريل 2019 أعلن عن النسخة 19.04 حيث أعيد كتابة برنامج كدنلايف من جديد حيث عدل على 60% من الشفرة المصدرية شملت إضافة 144 ألف سطر برمجي وحذف 74 ألف سطر، جلبت مميزات جديدة وحسنت من استقرار البرنامج وزادت من سرعة البرنامج، والأهم من ذلك جعلت صيانة البرنامج وإصلاح العلل وإضافة مميزات جديدة أسهل.[8]
- في ديسمبر 2019 صدرت النسخة 19.12 حيث تم تحسين أداء البرنامج وأضيف إليه مازج الأصوات والتأثيرات الشاملة.[2]